# Lhář, lhář
Lhář, lhář (v anglickém originále Liar Liar) je americká filmová komedie z roku 1997. Režisérem filmu je Tom Shadyac. Hlavní role ve filmu ztvárnili Jim Carrey, Maura Tierney, Justin Cooper, Jennifer Tilly a Amanda Donohoe.

## Ocenění
Jim Carrey byl za svou roli v tomto filmu nominován na Zlatý glóbus.

## Obsazení
| Jim Carrey         | Fletcher Reede   |
| Maura Tierney      | Audrey Reede     |
| Justin Cooper      | Max Reede        |
| Jennifer Tilly     | Samantha Cole    |
| Amanda Donohoe     | Miranda          |
| Jason Bernard      | Marshall Stevens |
| Cary Elwes         | Jerry            |
| Swoosie Kurtz      | Dana Appleton    |
| Anne Haney         | Greta            |
| Randall "Tex" Cobb | Skull            |
| Cheri Oteri        | Jane             |
| Krista Allen       | žena ve výtahu   |